# René Cavalero
René Cavalero, né le 20 novembre 1917 à Marseille et mort le 27 novembre 2008 dans la même ville, est un nageur français. 

## Biographie
Il a participé aux Jeux olympiques d'été de 1936 aux côtés de Jean Taris, Christian Talli et Alfred Nakache.
Il est médaillé d'argent aux Championnats d'Europe de natation 1938 à Londres en relais 4 x 200 mètres nage libre.
Il est membre du club marseillais du Chevalier Roze-Sports.